# Divizia A 1937-1938
Sezonul 1937-1938 al Diviziei A a fost cea de-a 26-a ediție a Campionatului de Fotbal al României, și a șasea desfășurată în sistem divizionar. A început în august 1937 și s-a terminat pe 21 august 1938. Ripensia Timișoara a devenit campioană pentru a patra oară în istoria sa.
Crișana Oradea și Unirea Tricolor București ar fi trebuit să retrogradeze, dar au depus cereri la FRFA pentru mărirea primei divizii. Au apărut și alte echipe din eșalonul inferior cu astfel de solicitări, adunându-se în total 20 de cereri pentru mărirea numărului, iar conducerea fotbalului a decis revenirea la sistemul cu două serii de câte 10 echipe, motivându-se că fotbalul trebuie răspândit la toate colțurile țării, iar câștigătoarea titlului urma să fie stabilită printr-o finală tur-retur. Au fost promovate opt formații din Divizia B.

## Clasamente

### Grupa 1
| Loc | Echipă                  | Pct. | MJ | V  | E | Î  | GM | GP | DG  | Calificare sau retrogradare           |
| --- | ----------------------- | ---- | -- | -- | - | -- | -- | -- | --- | ------------------------------------- |
| 1.  | Rapid București (A)     | 26   | 18 | 12 | 2 | 4  | 41 | 16 | +25 | Avansează în finală Cupa Mitropa 1938 |
| 2.  | AMEFA Arad              | 26   | 18 | 12 | 2 | 4  | 48 | 25 | +23 |                                       |
| 3.  | Victoria Cluj           | 23   | 18 | 10 | 3 | 5  | 40 | 25 | +15 |                                       |
| 4.  | Chinezul                | 20   | 18 | 9  | 2 | 7  | 57 | 37 | +20 |                                       |
| 5.  | Phoenix Baia Mare       | 20   | 18 | 9  | 2 | 7  | 30 | 30 | 0   |                                       |
| 6.  | Unirea Tricolor (R)     | 18   | 18 | 6  | 6 | 6  | 32 | 36 | −4  | Retrogradare în Divizia B 1938-1939   |
| 7.  | CA Oradea (R)           | 14   | 18 | 5  | 4 | 9  | 29 | 36 | −7  | Retrogradare în Divizia B 1938-1939   |
| 8.  | Jiul Petroșani (R)      | 14   | 18 | 5  | 4 | 9  | 25 | 43 | −18 | Retrogradare în Divizia B 1938-1939   |
| 9.  | Dacia Unirea Brăila (R) | 10   | 18 | 4  | 2 | 12 | 21 | 48 | −27 | Retrogradare în Divizia B 1938-1939   |
| 10. | Olimpia Satu Mare (R)   | 9    | 18 | 2  | 5 | 11 | 13 | 40 | −27 | Retrogradare în Divizia B 1938-1939   |

#### Rezultate
| Oaspeți ► Gazde ▼                          | AME | CAO | CHI | DUB | JIU | OLI | PHO | RAP | UTB | VCL |
| ------------------------------------------ | --- | --- | --- | --- | --- | --- | --- | --- | --- | --- |
| AMEFA Arad                                 | —   | 2–0 | 6–1 | 6–0 | 4–2 | 3–0 | 4–1 | 2–1 | 5–1 | 2–1 |
| CA Oradea                                  | 2–1 | —   | 1–4 | 4–0 | 3–1 | 5–0 | 1–4 | 1–2 | 0–0 | 1–2 |
| Chinezul Timișoara                         | 1–2 | 7–3 | —   | 7–0 | 7–0 | 6–0 | 1–1 | 1–4 | 6–1 | 1–3 |
| Dacia Unirea Brăila                        | 4–2 | 1–2 | 2–6 | —   | 1–0 | 1–1 | 2–3 | 1–0 | 1–2 | 2–2 |
| Jiul Petroșani                             | 1–2 | 3–3 | 2–2 | 3–1 | —   | 1–0 | 3–1 | 0–1 | 4–2 | 2–1 |
| Olimpia CFR Satu Mare                      | 1–1 | 1–1 | 1–2 | 0–3 | 0–0 | —   | 4–0 | 0–0 | 0–4 | 4–3 |
| Phoenix Baia Mare                          | 4–2 | 1–0 | 0–2 | 2–1 | 4–0 | 3–1 | —   | 2–1 | 2–0 | 1–1 |
| Rapid București                            | 3–1 | 3–1 | 6–0 | 3–0 | 2–0 | 3–0 | 1–0 | —   | 1–1 | 3–5 |
| Unirea Tricolor București                  | 2–2 | 1–1 | 3–2 | 3–1 | 3–3 | 2–0 | 3–0 | 1–4 | —   | 1–2 |
| Victoria Cluj                              | 0–1 | 3–0 | 2–1 | 2–0 | 6–0 | 2–0 | 3–1 | 0–3 | 2–2 | —   |
| Câștigă gazdele; Remiză; Câștigă oaspeții. |     |     |     |     |     |     |     |     |     |     |

### Grupa 2
| Loc | Echipă                   | Pct. | MJ | V  | E | Î  | GM | GP | DG  | Calificare sau retrogradare           |
| --- | ------------------------ | ---- | -- | -- | - | -- | -- | -- | --- | ------------------------------------- |
| 1.  | Ripensia (C)             | 30   | 18 | 15 | 0 | 3  | 63 | 25 | +38 | Avansează în finală Cupa Mitropa 1938 |
| 2.  | Venus București          | 29   | 18 | 13 | 3 | 2  | 64 | 16 | +48 |                                       |
| 3.  | Gloria Arad              | 24   | 18 | 9  | 6 | 3  | 41 | 24 | +17 |                                       |
| 4.  | Juventus București       | 19   | 18 | 7  | 5 | 6  | 30 | 31 | −1  |                                       |
| 5.  | Sportul Studențesc       | 18   | 18 | 7  | 4 | 7  | 33 | 34 | −1  |                                       |
| 6.  | Universitatea Cluj (R)   | 16   | 18 | 7  | 2 | 9  | 33 | 50 | −17 | Retrogradare în Divizia B 1938-1939   |
| 7.  | Vulturii Lugoj (R)       | 14   | 18 | 6  | 2 | 10 | 24 | 41 | −17 | Retrogradare în Divizia B 1938-1939   |
| 8.  | Crișana Oradea (R)       | 11   | 18 | 5  | 1 | 12 | 23 | 40 | −17 | Retrogradare în Divizia B 1938-1939   |
| 9.  | ACFR Brașov (R)          | 11   | 18 | 4  | 3 | 11 | 26 | 45 | −19 | Retrogradare în Divizia B 1938-1939   |
| 10. | Dragoș Vodă Cernăuți (R) | 8    | 18 | 4  | 0 | 14 | 26 | 57 | −31 | Retrogradare în Divizia B 1938-1939   |

#### Rezultate
| Oaspeți ► Gazde ▼                          | CFB | CRI | DRA | GLA | JUV | RIP | SPO | UCJ | VEN | VUL |
| ------------------------------------------ | --- | --- | --- | --- | --- | --- | --- | --- | --- | --- |
| ACFR Brașov                                | —   | 5–0 | 3–0 | 1–5 | 0–1 | 2–6 | 1–1 | 2–2 | 1–3 | 0–1 |
| Crișana Oradea                             | 3–1 | —   | 1–0 | 1–2 | 1–1 | 0–2 | 2–1 | 4–1 | 2–3 | 2–4 |
| Dragoș Vodă Cernăuți                       | 3–4 | 5–3 | —   | 1–3 | 2–3 | 1–3 | 3–2 | 2–0 | 0–6 | 2–0 |
| Gloria Arad                                | 1–1 | 1–0 | 2–0 | —   | 1–1 | 4–1 | 3–0 | 5–0 | 1–1 | 9–2 |
| Juventus București                         | 2–0 | 2–1 | 4–1 | 5–1 | —   | 0–2 | 1–1 | 4–1 | 0–2 | 2–2 |
| Ripensia Timișoara                         | 3–1 | 3–0 | 8–1 | 4–0 | 5–0 | —   | 3–0 | 7–1 | 1–6 | 3–1 |
| Sportul Studențesc București               | 4–2 | 2–1 | 3–2 | 3–0 | 1–1 | 3–4 | —   | 4–1 | 0–0 | 3–1 |
| Universitatea Cluj                         | 3–1 | 0–1 | 3–0 | 1–1 | 6–2 | 2–5 | 4–1 | —   | 1–0 | 3–2 |
| Venus București                            | 7–0 | 5–0 | 7–2 | 1–1 | 3–1 | 0–1 | 4–1 | 9–3 | —   | 5–1 |
| Vulturii Textila Lugoj                     | 0–1 | 2–1 | 2–1 | 1–1 | 1–0 | 3–2 | 1–3 | 0–1 | 0–2 | —   |
| Câștigă gazdele; Remiză; Câștigă oaspeții. |     |     |     |     |     |     |     |     |     |     |

## Finala
Tur
| 14 august 1938 | Rapid București | 0 – 2                     | Ripensia | Stadionul Giulești, București Spectatori: 6.000 |
| 14 august 1938 |                 | Marksteiner 2' Bindea 83' |          | Stadionul Giulești, București Spectatori: 6.000 |

Retur
| 21 august 1938 | Ripensia              | 2 – 0 | Rapid București | Stadionul Electrica, Timișoara Spectatori: 5.000 |
| 21 august 1938 | Oprean 53' Bindea 58' |       |                 | Stadionul Electrica, Timișoara Spectatori: 5.000 |

| Câștigătorii Diviziei A, ediția 1937/1938 |
| ----------------------------------------- |
| Ripensia Timișoara Al 4-lea Titlu         |